# Toros y toreros
Toros y toreros est un livre de dessins de tauromachie de Pablo Picasso, publié en 1961 sur un texte du toréro Luis Miguel Dominguín que Pablo Picasso lui avait demandé (traduit de l'espagnol par Georges Franck). L'ensemble est complété par une étude de Georges Boudaille.  Le titre de l'ouvrage écrit à la main par l'artiste a été imprimé en fac-similé.
Pablo Picasso a réalisé la page de couverture, les pages de faux titres et les titres, et il reprend une série de trois carnets de dessins et de seize sépias. La technique utilisée est un usage quasi systématique du lavis d'encre au pinceau. L'ensemble est reproduit sur papier Arche.

## Contexte
Le livre commence sur l'historique que retrace Luis Miguel Dominguin : « Pablo m'a téléphoné de Cannes. Il y a quelque temps, il voulait, m'avait-il dit, que j'écrive quelque chose pour un de ses livres tout près d'être publié. Je lui demandai s'il s'agissait d'un prologue ou d'un commentaire, s'il fallait parler de peinture ou d'étoile polaire. Il me dit que n'importe lequel de ces thèmes ferait l'affaire ». Picasso et Dominguin s'étaient rencontrés en 1950, présentés l'un à l'autre par Jean Cocteau. Les deux stars s'étaient liées d'amitié  au point que l'on attribue à Picasso le dessin de la chaquetilla et du pantalon du matador dont on a retrouvé les esquisses dans deux carnets de 1959.

## Description
Il est constitué de trois carnets de dessins dont une partie du premier n'a jamais été retrouvée (les dessins des 2 et 3 mars, représentant notamment Jacqueline à cheval). Parmi les images les plus étonnantes, on remarque un Christ en croix sauvant un picador de la mort qui aurait été inspiré à Picasso par un ex-voto illustrant le Miracle de Torrijos présenté dans le tome II du Cossio.
Ces dessins de Picasso ont couvert une période qui va de 1950 à 1960, période pendant laquelle il aimait aller voir toréer Dominguín dans les arènes de Nîmes, Arles, Fréjus, Vallauris.
Les exemplaires de tête de cette publication contiennent une suite de reproduction de dessins en couleurs choisis dans les deux premiers carnets, ainsi qu'une lithographie du 7 février 1961.
Le sujet traite de toutes les étapes de la lidia, Georges Boudaille souligne la fidélité persévérante de Picasso à la peinture sur le thème de la tauromachie depuis 1890.